# FK Comae Berenices
FK Comae Berenices är en roterande variabel av FK Comae Berenices-typ (FKCOM) i stjärnbilden Berenikes hår. Den är prototypstjärna för en grupp av variabler av snabbt roterande jättar med spektralklass G till K med ojämn ytljusstyrka, troligen orsakade av stora solfläckar. Variabeltypen uppvisar också starka emissionslinjer i sitt spektrum. De kännetecknas förutom den snabba rotationen med hastigheter på 100-160 km/s också av stark magnetisk aktivitet och röntgenstrålning, med väldigt heta koronor.
Stjärnan varierar mellan visuell magnitud +8,03 och 8,43 med en period av 2,4015 dygn.